# Mamoudou Athie
Mamoudou Athie (/ˈmɑːməduː ˈɑːtʃeɪ/; sinh 1988) là một diễn viên người Mauritanie-Mỹ. Anh được biết đến với vai diễn trong các bộ phim The Circle (2017), The Front Runner (2018), Unicorn Store (2019), Underwater (2020) và Uncorked (2020), cũng như loạt phim truyền hình The Get Down (2016–2017) và Sorry for Your Loss (2018–2019).

## Đầu đời
Athie sinh ra ở Mauritanie, là con trai của một người cha là nhà ngoại giao được tị nạn chính trị ở Mỹ khi Athie mới 6 tháng tuổi. Athie lớn lên ở New Carrollton, Maryland. Anh học diễn xuất tại William Esper Studio trong Chương trình Đào tạo Diễn viên Chuyên nghiệp Hai năm và Trường Kịch nghệ Yale.

## Sự nghiệp diễn xuất

### Phim
| Năm  | Tiêu đề                  | Vai             | Ghi chú    |
| ---- | ------------------------ | --------------- | ---------- |
| 2015 | Experimenter             | Crying Man      |            |
| 2016 | Jean of the Joneses      | Ray Malcom      |            |
| 2017 | Patti Cake$              | Basterd         |            |
| 2017 | One Percent More Humid   | Jack            |            |
| 2017 | The Circle               | Jared           |            |
| 2017 | Unicorn Store            | Virgil          |            |
| 2018 | The Front Runner         | AJ Parker       |            |
| 2019 | Watch Room               | Nathan          | Phim ngắn  |
| 2020 | Underwater               | Rodrigo Nagenda |            |
| 2020 | Uncorked                 | Elijah          |            |
| 2020 | Black Box                | Nolan           |            |
| 2022 | Jurassic World: Dominion |                 |            |
| 2023 | Xứ sở các nguyên tố      | Wade Ripple     | Lồng tiếng |

### Chương trình truyền hình
| Năm       | Tiêu đề             | Vai               | Ghi chú                 |
| --------- | ------------------- | ----------------- | ----------------------- |
| 2015      | Madam Secretary     | Nhân viên         | Tập: "The Ninth Circle" |
| 2016      | Me & Mean Margaret  | Charles           |                         |
| 2016–2017 | The Get Down        | Grandmaster Flash | 8 tập                   |
| 2017      | The Detour          | Carl              | 11 tập                  |
| 2018–2019 | Sorry for Your Loss | Matt Greer        | 20 tập                  |
| 2019      | Cake                | Jerome            | 5 tập                   |
| 2019      | Oh Jerome, No       | Jerome            | 8 tập                   |